# تريفور ستيل
تريفور ستيل (بالإنجليزية: Trevor Steele)‏ هو ناشط إسبرنتو وكاتب ومترجم أسترالي، ولد في 1940.